# Marcus Tullius Cicero der Jüngere
Marcus Tullius Cicero Minor (lateinisch minor „der Jüngere“, auch Cicero der Jüngere; * ca. 65 v. Chr.) war ein römischer Politiker und Senator. 

## Leben
Marcus Tullius Cicero war der Sohn des berühmten gleichnamigen Politikers und der Terentia. Er studierte in Athen bei Kratippos Philosophie und war daher beim Tod seines Vaters, der ihm einige Werke, zum Beispiel De officiis, gewidmet hatte, nicht zugegen. Danach lebte er zunächst bei Marcus Iunius Brutus, der ebenfalls in Athen studierte, dann bei Sextus Pompeius. Später begab er sich zu Octavian, der den Sohn nicht nur gut aufnahm, sondern auch mit Ehren überhäufte, möglicherweise um den Verrat am Vater vergessen zu machen. Nach der Niederlage des Marcus Antonius bei Actium sandte Octavian Cicero nach Rom, um von derselben Rednerbühne, an die Antonius 13 Jahre zuvor den Kopf seines Vaters hatte anheften lassen, die Nachricht vom Sieg Octavians dem römischen Volk zu verkünden.
Als Octavian den Krieg in Ägypten beendet hatte, ernannte er den jungen Cicero im Jahr 30 zum Mitkonsul, um Antonius’ Untergang den Römern gegenüber als Sache der Nemesis darzustellen. Unter Ciceros Vorsitz fasste der Senat nach dem Tod des Antonius den Beschluss, alle Statuen des ehemaligen Triumvirn umzustürzen und seinen Namen von öffentlichen Monumenten zu entfernen. Octavian ernannte Cicero, der auch Augur geworden war, nach der Bekleidung des Konsulats zum Legaten von Syrien (wohl 27 bis 25 v. Chr.), danach zum Prokonsul von Asia (23 v. Chr.). Cicero war auch Pontifex.